# مجله ادبی

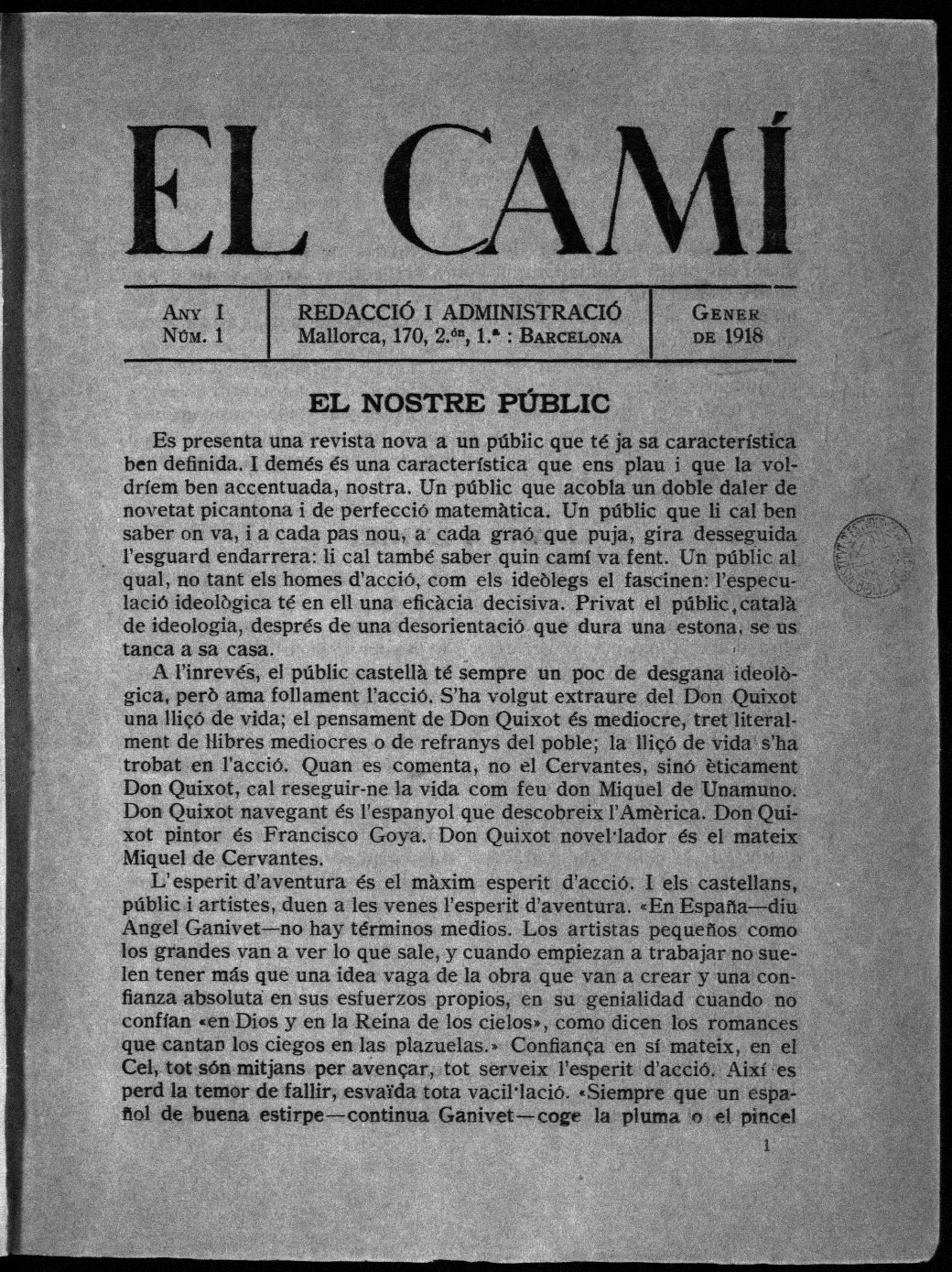
صفحه اول شماره 1 مجله ادبی کاتالونیا El Camí" (1918)"

مجله ادبی یک عنوان عمومی برای مجلاتی است که به ادبیات و موارد ادبی اختصاص دارند. مجلات ادبی معمولاً در مورد نقد آثار ادبی، زندگی‌نامه نویسندگان و شاعران و مواردی همچون شعر، داستان و ادبیات  می‌پردازد.